# 灶鸟科
灶鸟科（学名：Furnariidae）是雀形目霸鹟亚目的一个科，本科有3亞科69屬298種，分布于美洲热带地区。因部分种类修建圆拱形泥巢，故名。体型较大，以昆虫为食。
部分属：
- 矿雀属（Geositta）
- 爬地雀属（Upucerthia）
- 斑尾爬地雀属（Eremobius）
- 岩灶鸟属（Chilia）
- 抖尾地雀属（Cinclodes）
- 阿根廷线尾雀属（Sylviorthorhynchus）
- 灶鸟属（Furnarius）
- 雷雀属（Aphrastura）
- 弯嘴芦雀属（Limnornis）
- 乔托南美针尾雀属（Schoeniophylax）
- 尖尾溪鳾属（Lochmias）
- 拾叶雀属（Philydor）
- 卡乔雀属（Pseudoseisura）
- 尖嘴树猎雀属（Heliobletus）
- 树猎雀属（Thripadectes）
- 爬树雀属（Margarornis）
- 鹨丛跑雀属（Coryphistera）
- 棘雀属（Phacellodomus）
- 卡纳雀属（Asthenes）
- 集木雀属（Anumbius）